# 벨라 하디드
이사벨라 카이르 하디드(영어: Isabella Khair Hadid, 1996년 10월 9일 ~)는 간단히 벨라 하디드(영어: Bella Hadid)로 잘 알려진 미국의 모델이다. 하디드는 2014년 IMG Models 와 매니지먼트 계약했다. 2016년 12월, Model.com 에서는 2016년 모델 어워드에서 "올해의 모델"로 선정했다.